# Boliden AB
New Boliden és una empresa minera i de fosa sueca enfocada en la producció de coure, zinc, plom, or i plata. Després d'una sèrie d'adquisicions a la dècada de 1980 i 1990, la companyia adquirí les foses i actius de mineria de la companyia finlandesa Outokumpu el 2003. Outokumpu també adquirí la subsidiària Boliden Contech i les divisions de coure i zinc de Boliden. Com a conseqüència de l'acord, Outokumpu va terminar controlant el 49% de les accions de Boliden.
La companyia té aproximadament 4.500 treballadors. El nom prové de la mina Boliden, a uns 30 km al nord-oest del poble suec de Skellefteå, on es va trobar or el 1924. Aleshores fou la major i més rica mina d'or d'Europa, però, des de 1967 la mina està clausurada.

## Mineria
El negoci de la mineria inclou exploració, explotació i molta en operacions a Suècia i Irlanda. La producció més gran se centra en els segments de zinc i coure, amb menor proporció del segment de plom, or i plata. Els béns produïts es venen tant a les foses del grup com a clients externs. Boliden posseeix i opera la major mineria de zinc a Tara i Irlanda. L'explotació de Tara forma part de Boliden des d'inicis de 2004, encara que la producció va començar el 1977, d'on s'han extret 60 milions de tones del mineral. Boliden també posseeix l'explotació de Garpenberg, que és la mina sueca més antiga en explotació. La mineria a Garpenberg s'inicià al segle xiii. El camp Skellefte ric en minerals de l'àrea de Boliden, on s'han obert quasi trenta mines des que s'inicià la producció a la dècada de 1920 i on Boliden opera en l'actualitat les mines subterrànies de Renström i Kristineberg i l'explotació a cel obert de Maurliden. Boliden també opera l'explotació a cel obert de Aitik, que és una de les majors explotacions mineres de coure d'Europa. Els jaciments metàl·lics són pobres, però això és compensat per una alta productivitat i eficients processos de molta que també exploten el contingut en or i plata. El 2007 (i finalitzat el 2010) es va projectar una ampliació al doble de producció en Aitik fins als 36 milions de tones anuals per 2014.

## Foses
L'àrea de negoci de les foses refina les concentracions dels metalls i materials secundaris per produir matèries primeres i metalls preciosos en foses a Suècia, Finlàndia i Noruega. Els principals metalls tractats són zinc i coure, però la producció de plom, or i plata també és significativa en els ingressos d'aquesta àrea. Altres productes inclouen àcid sulfúric i fluorur d'alumini. Boliden posseeix i opera dues foses de zinc, dues de coure i una fosa de plom. La fosa de zinc a Kokkola a Finlàndia és la segona més gran d'Europa i la cinquena del món i principalment produeix aliatges per a la galvanització de planxes d'acer. La fosa de zinc a Odda produeix zinc per a la indústria siderúrgica i fluorur d'alumini per a la indústria de l'alumini a Noruega. La fosa de coure a Rönnskar es localitza al poble suec de Skelleftehamn i la seva producció principal és coure, clínker de zinc, plom i metalls preciosos. La fosa principal de Harjavalt, localitzada en la costa oest de Finlàndia, produeix càtodes de coure per a la indústria manufacturera, així com or, plata i àcid sulfúric. La fosa de Bergsöe a l'extraradi de Landskrona al sud de Suècia extrau bateries d'automòbils del desguàs. Aquesta fosa és una de les quatre més grans companyies en la indústria del reciclat del plom. Aproximadament el 60% de la producció de plom de la planta és venuda a la indústria europea de bateries, i la resta és emprat en la fabricació de cobertes per a edificis.

## Història
El 10 de desembre de 1924, es va trobar un gran dipòsit de mineral a Fåfelmyran, a uns 30 km al nord-oest de Skellefteå, Suècia. Les perforacions de prova van revelar que es tractava del major jaciment miner més ric d'Europa. Les primeres extraccions de Boliden s'iniciaren a la primavera de 1926 en el que es convertiria en la mina Boliden una mina que provaria
durant el curs de diverses dècades, ser la mina d'or més gran i rica d'Europa. El dipòsit també incloïa coure i grans quantitats de plata. El poble de Boliden creixia ràpidament al voltant de la mina. El líder en el desenvolupament de l'empresa Boliden fou Oscar Falkman (1877-1961) que impulsà els treballs d'exploració que s'iniciaren a la segona dècada del segle xx, i que s'acceleraren degut a la falta de metalls produïda per la I Guerra Mundial. Falkman continuà de president de Boliden fins a 1941. Boliden AB també formà part de l'imperi empresarial de Ivar Kreuger fins a 1932.
La fosa de Rönnskär fou construïda per a processar els minerals sorgits de la mina Boliden, i va començar les seves operacions de fosa el 1930. El ferrocarril miner més llarg del món, entre la mina Boliden en Kristineberg i el poble de Boliden va començar a funcionar el 1943. El ferrocarril era de 96 km de llarg i quan fou clausurat, 44 anys després, havia transportat 12 milions de tones de minerals. Les operacions a la mina de Aitik, als afores de Gällivare, van començar a 1968. Aquesta explotació a cel obert es convertiria amb els anys en una de les majors mines de coure d'Europa. Durant el seu primer any d'operació, la seva producció aproximada fou de 9.000 tones de coure, 160 kg d'or i 7 tones de plata.
La companyia va créixer durant els primers anys de 1970 gràcies a una operació conjunta amb la companyia alemanya Preussag. Això conduí a l'ampliació de la capacitat de fosa i refinament de plom i, el 1976, Boliden llençà el forn de fosa Kaldo per al processament dels metalls.

### Conflicte ambiental amb Promel
A mitjan dels anys 1980, Boliden va exportar un total de 20.000 tones de residus de metalls de la fosa de Rönnskär a la companyia xilena Promel. Boliden pagà a Promel per un treball de reprocessament que mai es va dur a terme i els residus foren, en canvi, acumulats als afores de la ciutat d'Arica, en una zona a la qual als anys 1990 es va urbanitzar un barri de residències de baix cost. Els residents no tenien coneixement de la presència de residus i com a resultat, molts van contraure malalties. A la tardor de 2009, el govern xilè anuncià que uns 7.000 residents de l'àrea havien de ser evacuats. Els residus foren exportats abans que el Conveni de Basilea que prohibeix l'exportació de residus perillosos per al medi ambient entrés en vigor.

### Desastre a Aznalcóllar
A final de 1987, el conglomerat industrial Telleborg adquirí una participació de control en Boliden. Al mateix any, Boliden també adquirí la companya espanyola, Apirsa S.L., que extreia zinc de la mina a cel obert de Aznalcóllar, 45 km a l'oest de Sevilla. Trelleborg va llençar una gran reestructuració del Grup Boliden el 1996, i la nova companyia, Boliden Limited, fou creada amb base a Toronto. Dos anys més tard, Boliden Ltd. Comprà la companyia canadenca Westmin.
El 25 d'abril de 1998, la presa de residus d'Apirsa de la mina de Los Frailes es va trencar i 4,5 milions de metres cúbics de residus foren abocats al proper riu Guadiamar, a la vora del Parc Nacional de Doñana, el que va ser el pitjor desastre medi ambiental a Espanya conegut fins avui.
Intenses investigacions van revelar defectes tant en la construcció original de la presa com en projectes posteriors a la construcció. La companyia reaccionà ràpidament i immediatament va iniciar un programa de compensacions econòmiques per als afectats. El 2001, Boliden va perdre la demanda contra la companyia que va construir la presa d'Alznalcóllar. El Tribunal Suprem d'Espanya confirmà que Boliden havia de pagar 43,7 milions d'euros al govern espanyol. Els costos de compensació d'Aznalcóllar s'estimen en 240 milions d'euros. Boliden no ha assumit cap part del cost fins avui dia.
El 1999, Boliden va implementar un programa de reestructuració del grup i les accions de l'empresa foren llistades a la borsa d'Estocolm. El 2001, la seu central de Boliden va tornar a Suècia. A la fi de l'any 2003, Boliden va comprar foses i una explotació minera del grup finlandès Outokumpu, i com a resultat, les foses de Kokkola i Harjavalta/Pori a Finlàndia i la fosa de Odda a Noruega van integrar el grup. L'adquisició també va incloure la mina de zinc a Tara, a Irlanda.

## Mitjans de comunicació
La mina de coure d'Aitik (una important mina de la companyia) va aparèixer en un episodi de Discovery Channel de la sèrie Really Big Things.